# Funerální spolek Hradec Králové
Funerální spolek Hradec Králové byl podpůrný spolek, který sdružoval občany z Hradce Králové i okolních obcí a jeho úkolem byla finanční výpomoc s vypravením pohřbu.

## Historie
Nápad na jeho založení vznikl mezi členy zdejšího úřednického spolku. V zařizujícím výboru zasedali Ludvík svobodný pán Malovecz z Malovic u Kosoře jako starosta, Jan rytíř z Kolbů jakožto jeho náměstek, Edvard Brendler, Bedřich Hájek, Norbert Hajnovský, Vojtěch Lešetický, Bedřich Sallak, Bedřich Spiess a Arnošt Svoboda. Stanovy, jež ustavující valná hromada 23. března 1873 přijala a místodržitelství následně stvrdilo, byly prvních 15 let výboru jedinou normou, kterou se musel řídit.
Spolek zahájil svoji činnost 6. července 1873 a v první řadě měl sloužit potřebám salaristů, v druhé řadě pak i ostatním třídám obyvatelstva. V prvním desetiletí své existence jeho aktivita rostla. Roku 1883 byl vypraven pohřeb prvnímu nekatolíkovi. V roce 1887 byl odsouhlasen návrh B. V. Spiesse, aby mimo základní pohřebné 60 zl. a náhrady za portanty po 14 zl. byl vyplácen zvláštní příplatek 1 zl. za každý rok strávený ve spolku, a to nehledě na jeho příspěvky do pokladny. Tento krok nebyl příliš finančně šťastný, neboť se minimálně jednou stalo to, že člen I. třídy, který za 30 let zaplatil 54 zl., dostal nakonec 104 zl. Valná hromada 6. května 1888 schválila výroční zprávu, v níž bylo mezi jiným prohlášeno, že funerální spolek se z náboženských příčin neuzavírá nikomu, a že přijme každého, kdo by měl o členství zájem. 31. května 1890 bylo rozhodnuto o snížení zápisného ze 2 zl. na 1 zl. Roku 1891 zpracoval B. V. Spiess statistiku funerálního spolku a seznam jeho členů. V lednu 1900 převzal jednatelství a pokladnu spolku Aug. Novotný, pokladník spořitelny.
Členem spolku tehdy mohl být každý bez rozdílu pohlaví, kdo dosáhl 5. roku svého věku a ještě nepřekročil 55 let, požíval dobré pověsti a bylo o něm známo, že je zdráv. Členové se dělili do 6 skupin: I. (6-20 let, měsíční příspěvek 15 kr.), II. (21-30 let, měsíční příspěvek 18 kr.), III. (31-40 let, měsíční příspěvek 24 kr.), IV. (41-45 let, měsíční příspěvek 30 kr.), V. (46-50 let, měsíční příspěvek 34 kr.) a VI. (51-55 let, měsíční příspěvek 42 kr.). Pohřebné obnášelo 60 zl. a náhrada za portanty 14 zl., úhrnem 74 zl. Starším členům se poskytoval ještě zvláštní příplatek dle toho, jak dlouho byli členy. Na valné schůzi, konané 7. května 1900, bylo oznámeno, že má spolek 220 členů a 10 147 K 3 h. jmění. Starostou se stal Ed. Chocenský, jeho náměstkem Viktor Collino a jednatelem a pokladníkem Aug. Novotný. 4. března 1901 byl opět zvolen starostou Ed. Chocenský. Ke konci roku 1904 měl jmění 11 176 K, 223 členů a za ten samý rok vyplatil pohřebné ve výši 806 K.
Později počal spolek upadat, a tak se 8. dubna 1907 konala valná hromada, na níž byla tato organizace rozpuštěna. O 7 dní později bylo na schůzi likvidačního výboru rozhodnuto, že bude vyplácena 52 % kvóta, a to proti vrácení členské knížky u pokladníka Augustina Novotného ve spořitelně. V dalších letech byl nahrazen spolky Naše podpora a Katolická Charitas.